# Tobias Svarre
Tobias Nygaard Svarre (født 19. juli 2004 i Faxe) er en cykelrytter fra Danmark, der kører for ColoQuick.

## Karriere
I 2016 begyndte Tobias Svarre at cykle hos Køge Cykel Ring. Som førsteårs juniorrytter skiftede han fra starten af 2021 til Team NPV-Carl Ras Roskilde Junior. Efter to sæsoner hos Roskilde-holdet, skrev Svarre sin første seniorkontrakt, da han fra starten af 2023 skulle repræsenterer det danske kontinentalhold ColoQuick Cycling.
Efter skiftet til ColoQuick fik Svarre debut inden danske A-klasse den 1. april, da han ved #HurtigJoakimLøbet endte på en 25. plads. Dagen efter kom den første sejr, da han ved Meldgaardløbet i Rødekro vandt foran to holdkammerater.
Den 15. juli 2025 blev det offentliggjort at Tobias Svarre fra den 1. august samme år ville skifte til det norske UCI ProTeam Uno-X Mobility. For resten af 2025-sæsonen var det som stagiaire, inden han fra 2026 tiltrådte på en 3-årig kontrakt.

## Meritter
2021
1. plads, Hvidovre CKs gadeløb Junior
2022
 Dansk mester i holdforfølgelsesløb
 Samlet vinder af Ster van Zuid-Limburg
Vinder af prolog og 1. etape
1. plads, Trofeo Emilio Paganessi Juniors
2. plads, Gent-Wevelgem Juniors
2. plads, 2. etape af Aubel-Stavelot Juniors (TTT)
3. plads, DM i parløb for juniorer
6. plads, GP Rüebliand
3. plads, 3. etape
2023
1. plads, Meldgaardløbet
2024
1. plads, Sydbank Løbet
3. plads, Sundvolden Grand Prix
2025
1. plads, 3. etape ved Orlen Nations Grand Prix